# Selburose

Les armoiries de Selbu, comportant trois selburoses

Selbuvotter, mitaines Selbu, avec le selburose

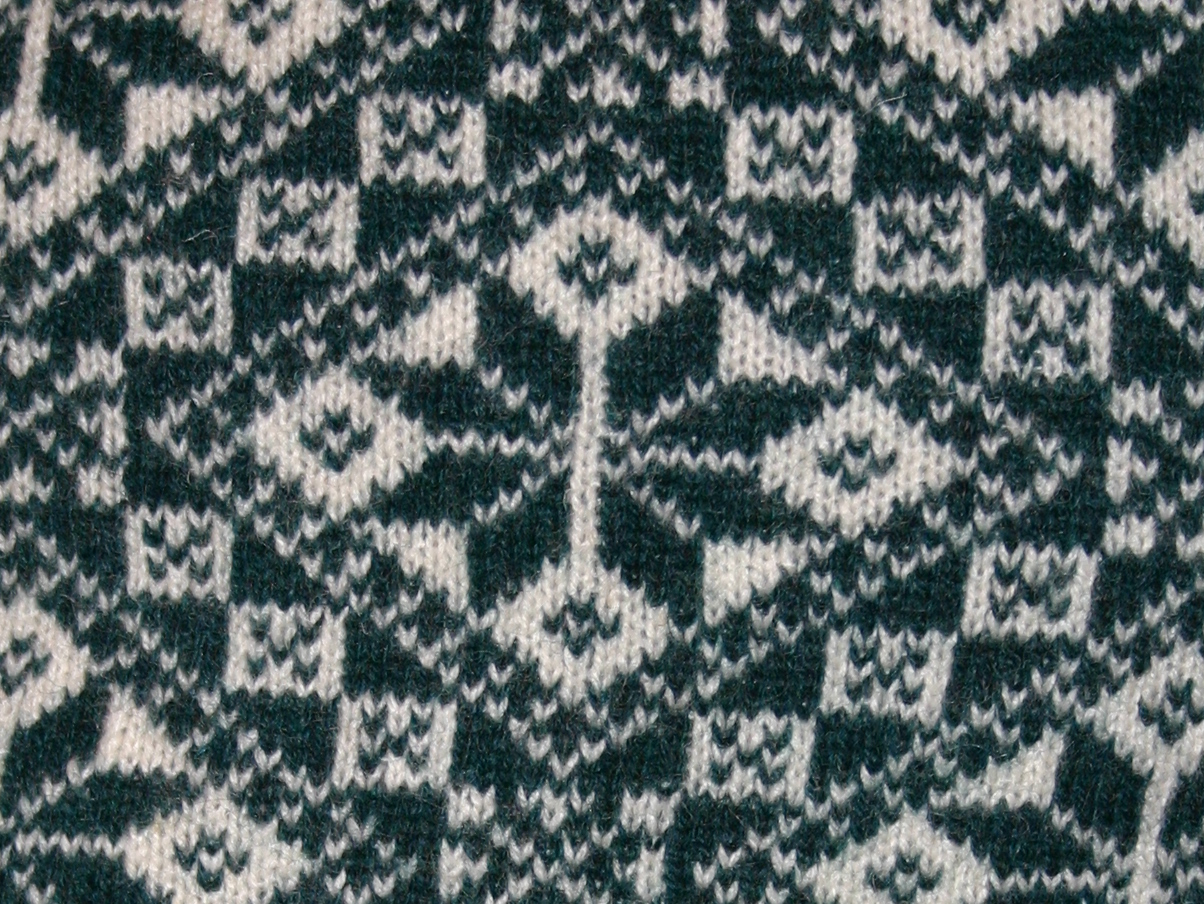
Détail du motif sur un pull

En tricot norvégien, un selburose (en norvégien : /ˈSèːlbʉˌruːsə/) est un motif rose tricoté en forme d'octagramme régulier. Il est traditionnellement utilisé pour les vêtements d'hiver tels que la moufle Selbu (selbuvott) et les pulls (lusekofte, lopapeysa et mariusgenser (Pulls Marius)). D'origine ancienne, le motif est associé à la ville de Selbu en Norvège, et est devenu un symbole international de la Norvège (et de la Scandinavie en général), pour Noël et pour l'hiver.

## Histoire
La liage maintenant connu sous le nom de selburose a une longue histoire. Il apparaît dans les textiles à travers l'histoire européenne et dans les livres d'armures de tricot d'Italie, de France, de Suisse et d'Allemagne du XVIe siècle au XVIIIe siècle. Il semble combiner des conceptions de la tradition islamique et chrétienne basées sur l' art copte et byzantin, ou même l'étoile sumérienne d'Ishtar. En Norvège, le motif était déjà utilisé avant 1857 sur des pulls de Norvège occidentale basés sur des modèles danois. 
Marit Guldsetbrua Emstad (née en 1841), une fille de Selbu, a popularisé la conception en 1857 quand elle a tricoté trois paires de mitaines avec une conception de rose à huit pétales (åttebladrose) et les a apportées à l'église. Elle a peut-être été inspirée par les bas tricotés par Marit Sessenggjerdet, une femme travaillant pour le même employeur. Le design est devenu immédiatement populaire à Selbu. Le Norwegian Arts and Craft Club (Husflidslag) a propagé la mode des mitaines selburose à travers le pays après 1910. Dans les années 1930, 100 000 paires étaient fabriquées à Selbu chaque année et, en 1960, une grande partie de l'économie de la ville dépendait du commerce. 
La popularité du design en Norvège a peut-être été favorisée par le désir d'établir une identité nationale norvégienne alors que le processus de plusieurs décennies d'indépendance de la Norvège vis-à-vis de la Suède avait poussé des leaders d'opinion à la recherche du « véritable esprit » du pays. Le design audacieux et « uniquement Norsk » du selburose correspond à ces aspirations.  Les filles norvégiennes ont appris à tricoter le motif, car une paire de selbuvotter est devenue le cadeau traditionnel d'une fille à son fiancé et à ses amis. L'industrie domestique du tricot de mitaines Selbu a contribué à rendre la vie agricole norvégienne économiquement viable et a donné aux femmes une certaine indépendance économique. L'émigration norvégienne et le commerce international ont répandu le symbole à travers le monde, où il est souvent interprété comme un flocon de neige ou une étoile au lieu d'une fleur. Cela a aidé à cimenter l'association entre le selburose et les vêtements d'hiver et donc l'hiver lui-même. 

### Articles annexes
- Octagramme pour les motifs d'étoiles à 8 branches et de croix dans le culture scandinave de façon plus générale.